# Ulfert Smidt

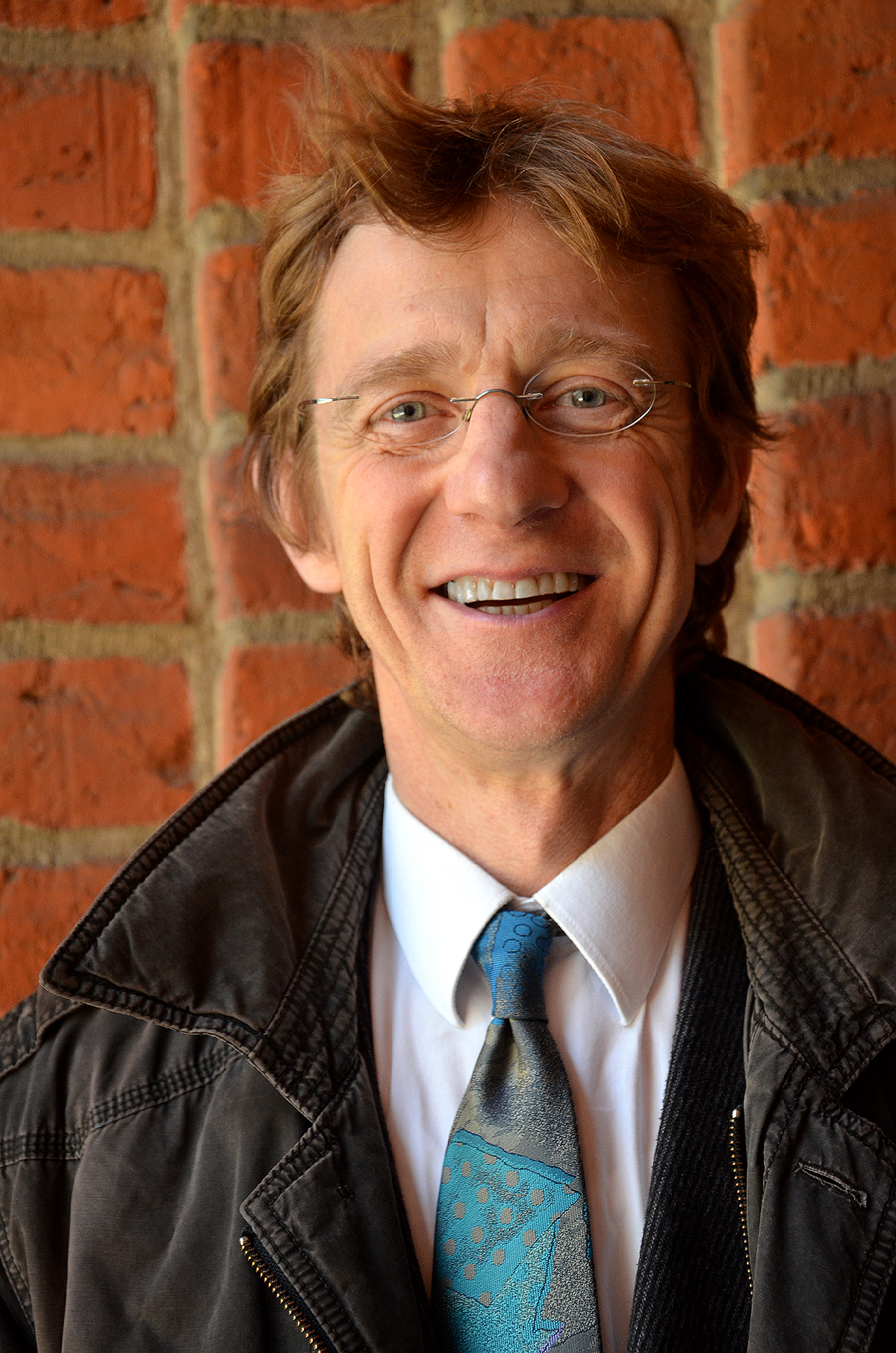
Ulfert Smidt (2013)

Ulfert Smidt (* 1958) ist ein deutscher Kirchenmusiker und Hochschullehrer.

## Leben
Ulfert Smidt wuchs in der Hansestadt Bremen auf und erhielt dort ab seinem elften Lebensjahr Orgelunterricht. Er studierte Kirchenmusik bei Ulrich Bremsteller, Professor für evangelische Kirchenmusik an der Hochschule für Musik und Theater Hannover, und legte dort 1985 sein A-Examen ab. Gefördert durch ein Stipendium der Studienstiftung des deutschen Volkes führte sein Weg nach Amsterdam zu Piet Kee sowie Ewald Kooiman. Darüber hinaus beeinflussten Michael Radulescu und Harald Vogel Smidts Orgelspiel.
Nachdem Ulfert Smidt zunächst als Kirchenmusiker und Orgelrevisor in Holzminden und Bremen tätig war, wirkt er seit 1996 als Organist der Marktkirche in Hannover. Er ist künstlerischer Leiter der dort aufgeführten Reihe Internationaler Orgelkonzerte. Zahlreiche Konzerte Smidts sind als CDs erschienen, darunter an den drei Orgeln der Marktkirche Hannover, der Italienischen Orgel, der Orgel für die Ensembles der Chöre und der Großen Orgel. 2012 entstand in der Kirche des Stephansstifts in Hannover unter dem Titel Gloria in excelsis Deo eine Gemeinschaftsproduktion von Weihnachtsliedern mit Ulfert Smidt an der Orgel, dem Knabenchor Hannover unter der Leitung von Jörg Breiding und Sky du Mont als Sprecher.
Smidt ist Honorarprofessor an der Hochschule für Musik, Theater und Medien Hannover.

## Produktionen und Auszeichnungen (Auswahl)

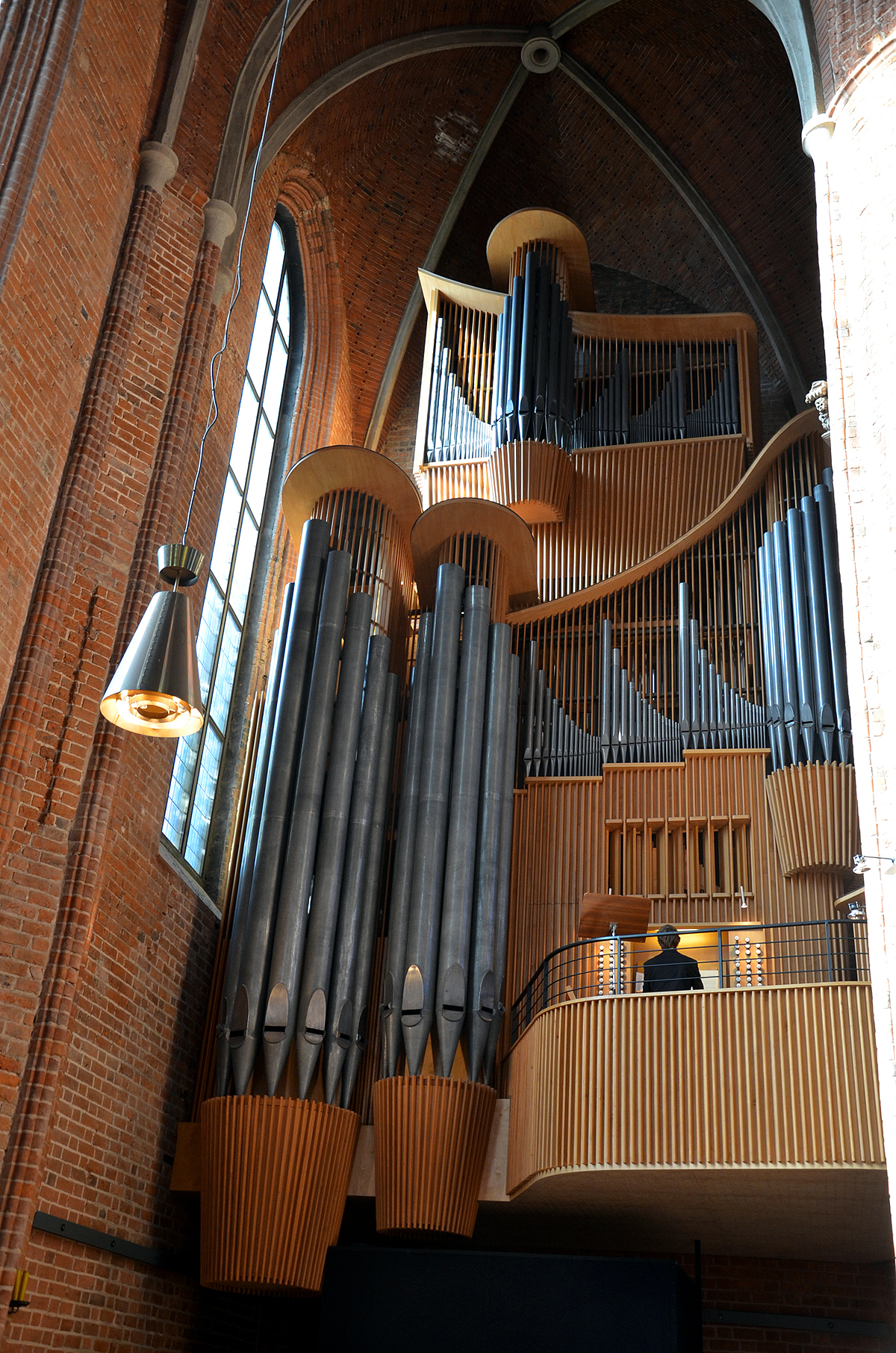
Ulfert Smidt an der großen Orgel der Marktkirche, hier während eines Gottesdienstes mit Wolfgang Puschmann

Ulfert Smidts Schaffen ist auf zahlreichen CDs dokumentiert, darunter das gesamte Orgelwerk von Johannes Brahms, Norddeutsche Orgelmusik oder Transkriptionen von Werken César Francks. Zur stilistischen Bandbreite Smidts gehören aber auch Werke von Johann Sebastian Bach, Felix Mendelssohn Bartholdy, Frank Martin und Olivier Messiaen. Einspielungen Smidts erhielten namhafte Auszeichnungen wie den Preis der Deutschen Schallplattenkritik und den ECHO Klassik.

### Einspielungen
Zu den veröffentlichten Einspielungen Smidts gehören:
- Konzertante Musik für Oboe und Orgel, 1994;[5]
- Norddeutsche Orgelmusik aus drei Jahrhunderten (Preis der deutschen Schallplattenkritik 2000);[5]
- Johannes Brahms, Das gesamte Orgelwerk, Doppel-CD, zusammen mit Brahms, Geistliche Chorwerke, Norddeutscher Figuralchor (ECHO-Klassik-Preis 1999);[5]
- Frank Martin, Passacaille, zusammen mit Frank Martin, Chorwerke, Norddeutscher Figuralchor (Preis der deutschen Schallplattenkritik 1996);[5]
- César Franck / Jean Langlais, Orgel-Transkriptionen, St. Martin, Memmingen, 2007;[5]
- Blockflöte und Italienische Orgel; 2009[5]
- Cécile Chaminade und René Vierne: Werke für zwei Soprane und Chor-Orgel, 2009;[5]
- Die neue Goll-Orgel: Werke von Schildt, Bach und Vierne, Mai 2009

### Schriften (Auswahl)
- Viel Wind um eine Orgel. In: Insa Becker-Wook, Theodor Bohlen, Oda-Gebbine Holze-Stäblein, Joachim Stever (Red.): Marktkirche 1998. Ein Rückblick zur Verabschiedung von Stadtsuperintendent Hans Werner Dannowski. Hrsg.: Ev.-luth. Marktkirchengemeinde und Ev.-luth. Stadtkirchenverband Hannover, Hannover: Referat für Öffentlichkeitsarbeit im Ev.-luth. Stadtkirchenverband Hannover, 1998, S. 96